# Carissa Springett
Caroline Emma Springett, (Thaï : คารีสา สปริงเก็ตต์) née le 2 mars 1998 dans la province de Chonburi, est une actrice et mannequin thaïlandaise.
Elle est surtout connue pour son rôle de Beatriz Waranon (basée sur Blair Waldorf) dans Gossip Girl: Thaïlande sur Channel 3. En 2015, elle devient mannequin et candidate à l'émission The Face Thailand (en).

## Filmographie

### Télévision
- 2015 : Gossip Girl: Thailand : Blair Waranon